# Faith Hill

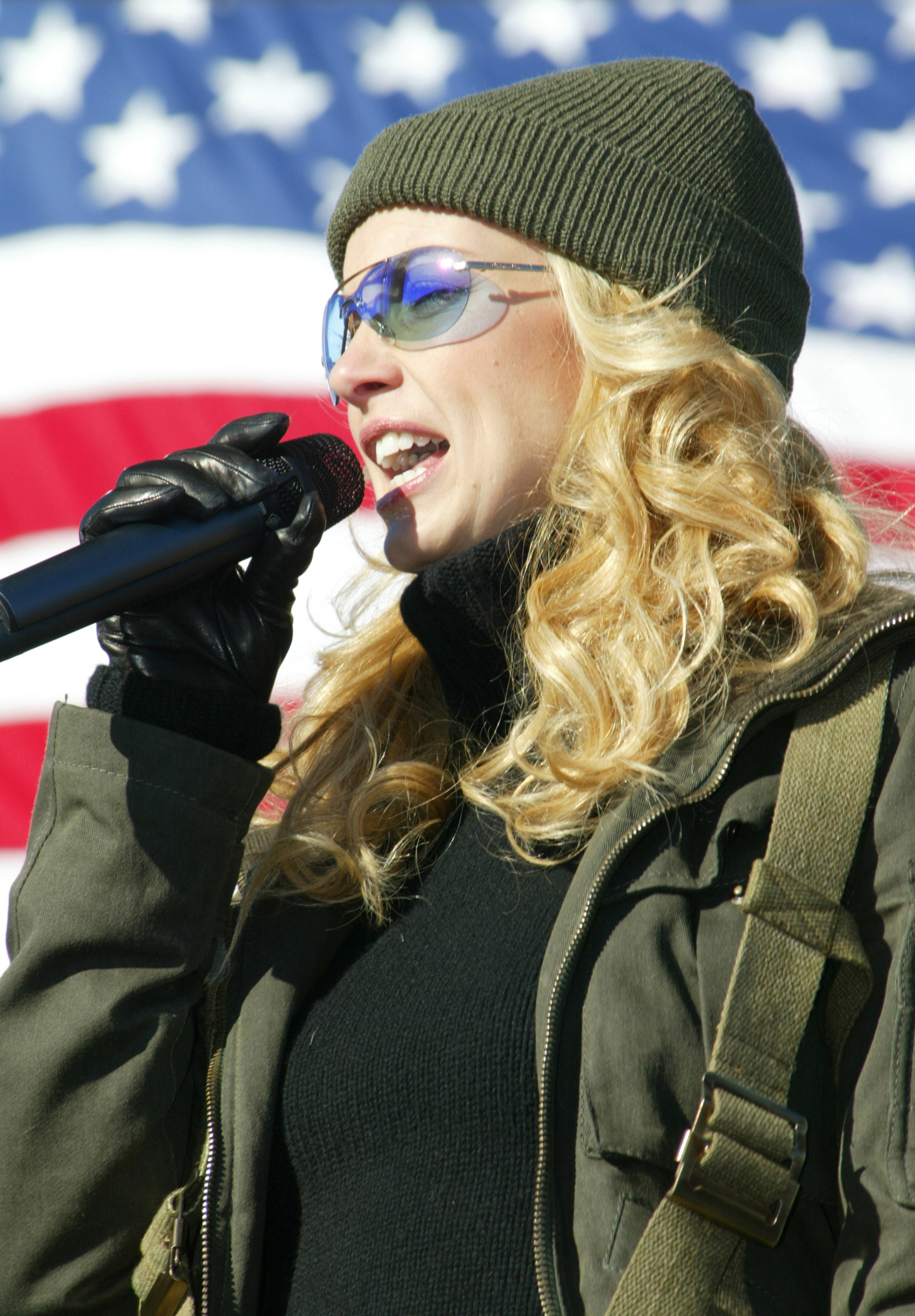
Faith Hill während eines Auftritts auf der Pope Air Force Base (2009)

Faith Hill (* 21. September 1967 in Ridgeland, Madison County, Mississippi als Audrey Faith Perry) ist eine US-amerikanische Country- und Pop-Sängerin, die in ihrer Karriere alleine in den USA bislang 25,5 Millionen Alben verkauft hat. Damit gehört sie zu den erfolgreichsten Country-Sängerinnen. Sie wurde darüber hinaus mit fünf Grammys ausgezeichnet.

## Biografie
Faith Hill wurde 1967 als Audrey Faith Perry in Ridgeland in der Nähe von Jackson im Bundesstaat Mississippi geboren. Sie wuchs bei Adoptiveltern in der nahegelegenen Kleinstadt Star auf. Bereits als Kind musizierte sie und hatte erste Auftritte bei Rodeowettbewerben. Nach ihrem High-School-Abschluss besuchte sie das Hinds Community College in Raymond, brach jedoch das Studium im Alter von 19 Jahren ab und zog nach Nashville.
Zunächst verkaufte sie in einem kleinen Laden für Country-Fans T-Shirts, dann bekam sie einen Job als Sekretärin bei einem Musikverlag. Ein dort angestellter Songwriter hörte sie eines Tages singen und empfahl ihr, ein Demo-Band aufzunehmen. Der Produzent des Demos, Gary Burr, ermöglichte es ihr, ihn bei seinen Auftritten als Backgroundsängerin zu begleiten. Bei einem solchen Auftritt wurde sie, mittlerweile mit Daniel Hill verheiratet, von einem Warner-Brothers-Manager entdeckt und unter Vertrag genommen.
Ihr erstes Album Take Me as I Am erschien 1993. Es verkaufte sich mehr als zwei Millionen Mal. Die ausgekoppelte Single Wild One erreichte Platz eins der Country-Charts und konnte sich dort vier Wochen halten. Als zweite Single von dieser LP wurde Piece of My Heart veröffentlicht; die Coverversion des Erma-Franklin-Hits kam 1994 ebenfalls auf die Spitzenposition der Country-Charts. Im gleichen Jahr ließ sich das Ehepaar Hill scheiden.
Nach einigen Stimmbandproblemen wurde 1995 Faith Hills zweites Album veröffentlicht: It Matters to Me, das die Verkaufszahlen des ersten noch übertreffen konnte. Im selben Jahr ging sie gemeinsam mit Tim McGraw auf Tournee, den sie wenige Monate später heiratete. 1997 wurde die erste von drei Töchtern geboren. Im selben Jahr spielten Hill und McGraw die gemeinsame Single It's Your Love ein, die sechs Wochen lang Platz eins belegte und vielfach ausgezeichnet wurde.
Hill sang unter anderem auf der Schlussfeier der Olympischen Spiele 1996. 1998 erschien ihr drittes Album Faith, das in Deutschland mit dem Titel Love Will Always Win auf den Markt kam. Erneut konnten die Verkaufszahlen gesteigert werden. Faith Hill fand nun auch außerhalb der Country-Szene ihr Publikum. Die Single This Kiss platzierte sich hoch in der Pop-Hitparade. Das nächste Album Breathe erreichte Spitzenpositionen sowohl in den Country- als auch in den Pop-Charts. Es war ihr bis dahin erfolgreichstes Album und wurde mit einem Grammy ausgezeichnet. Ihre Interpretation der amerikanischen Nationalhymne beim Super Bowl XXXIV am 30. Januar 2000 in Atlanta zählt laut dem Rolling Stone zu den besten in der Geschichte dieser Sportveranstaltung.
2000 sang sie für den Film Der Grinch das Lied Where Are You Christmas. 2001 steuerte sie zum Film Pearl Harbor das Titellied There You’ll Be bei. 2002 kam das Album Cry auf den Markt, mit dem sie sich weitgehend von der Country-Musik entfernte.
2003 gab sie in Fort Bragg vor 10.000 Golf-Kriegs-Soldaten ein Solidaritätskonzert. Faith Hill wurde von den Lesern des People Magazine unter die „50 Most Beautiful People“ gewählt und erhielt zahlreiche Auszeichnungen und Preise. Ihre erste Filmrolle hatte sie im Remake des Films Die Frauen von Stepford.
2005 erschien das Album Fireflies. Die ausgekoppelte Single Mississippi Girl war wie das gesamte Album wieder countrylastiger; die Folgesingle Like We Never Loved at All war erneut ein Duett mit Ehemann Tim McGraw. Ein gemeinsames Duettalbum erschien 2017. Seit 2000 sind die beiden auch mehrfach gemeinsam auf Tour gewesen. Die Soul2Soul-Tourneen waren überaus erfolgreich.
In der Fernsehserie 1883 spielte sie gemeinsam mit Tim McGraw die Hauptrollen des Ehepaars Duttons und ihres Weges in einem Siedlertreck von Forth Worth nach Montana.

## Diskografie
Studioalben

| Jahr | Titel                        | Höchstplatzierung, Gesamtwochen, AuszeichnungChartplatzierungen (Jahr, Titel, Platzierungen, Wochen, Auszeichnungen, Anmerkungen) | Höchstplatzierung, Gesamtwochen, AuszeichnungChartplatzierungen (Jahr, Titel, Platzierungen, Wochen, Auszeichnungen, Anmerkungen) | Höchstplatzierung, Gesamtwochen, AuszeichnungChartplatzierungen (Jahr, Titel, Platzierungen, Wochen, Auszeichnungen, Anmerkungen) | Höchstplatzierung, Gesamtwochen, AuszeichnungChartplatzierungen (Jahr, Titel, Platzierungen, Wochen, Auszeichnungen, Anmerkungen) | Höchstplatzierung, Gesamtwochen, AuszeichnungChartplatzierungen (Jahr, Titel, Platzierungen, Wochen, Auszeichnungen, Anmerkungen) | Höchstplatzierung, Gesamtwochen, AuszeichnungChartplatzierungen (Jahr, Titel, Platzierungen, Wochen, Auszeichnungen, Anmerkungen) | Anmerkungen                                            |
| Jahr | Titel                        | DE | AT | CH | UK | US | Country | Anmerkungen                                            |
| ---- | ---------------------------- | --- | --- | --- | --- | --- | --- | ------------------------------------------------------ |
| 1993 | Take Me as I Am              | — | — | — | — | US59 ×3Dreifachplatin · (54 Wo.)US                                                                                                | Country7 (122 Wo.)Country | Erstveröffentlichung: 12. Oktober 1993                 |
| 1995 | It Matters to Me             | — | — | — | — | US29 ×4Vierfachplatin · (80 Wo.)US                                                                                                | Country4 (104 Wo.)Country | Erstveröffentlichung: 29. August 1995                  |
| 1998 | Faith / Love Will Always Win | DE66 (3 Wo.)DE | AT36 (4 Wo.)AT | — | — | US7 ×6Sechsfachplatin · (99 Wo.)US                                                                                                | Country2 (104 Wo.)Country | Erstveröffentlichung: 21. April 1998                   |
| 1999 | Breathe                      | DE76 (4 Wo.)DE | — | CH38 (28 Wo.)CH | UK19 Gold · (23 Wo.)UK | US1 ×8Achtfachplatin · (103 Wo.)US                                                                                                | Country1 (104 Wo.)Country | Erstveröffentlichung: 8. November 1999                 |
| 2002 | Cry                          | DE12 (13 Wo.)DE | AT60 (2 Wo.)AT | CH20 (8 Wo.)CH | UK29 (3 Wo.)UK | US1 ×2Doppelplatin · (39 Wo.)US                                                                                                   | Country1 (63 Wo.)Country | Erstveröffentlichung: 15. Oktober 2002                 |
| 2005 | Fireflies                    | — | — | CH37 (6 Wo.)CH | — | US1 ×2Doppelplatin · (67 Wo.)US                                                                                                   | Country1 (104 Wo.)Country | Erstveröffentlichung: 2. August 2005                   |
| 2008 | Joy to the World             | — | — | — | — | US13 Gold · (27 Wo.)US | Country2 (15 Wo.)Country | Erstveröffentlichung: 30. September 2008               |
| 2017 | The Rest of Our Life         | — | — | CH64 (1 Wo.)CH | UK80 (1 Wo.)UK | US2 (13 Wo.)US | Country1 (19 Wo.)Country | Erstveröffentlichung: 17. November 2017 mit Tim McGraw |

## Filmografie (Auswahl)
- 2021–2022: 1883 (Fernsehserie)

## Auszeichnungen (Auswahl)
1993
- ACM-Award – Top New Female Vocalist

1997
- CMA-Award – Vocal Event of the Year (mit Tim McGraw)
- ACM-Award – Single of the Year
- ACM-Award – Song of the Year
- ACM-Award – Video of the Year
- ACM-Award – Vocal Event of the Year

1998
- CMA-Award – Music Video of the Year
- ACM-Award – Single of the Year
- ACM-Award – Top Female Vocalist
- ACM-Award – Video of the Year

1999
- ACM-Award – Top Female Vocalist
- ACM-Award – Video of the Year

2000
- CMA-Award – Female Vocalist of the Year
- ACM-Award – Top Female Vocalist

2001
- Grammy – Beste weibliche Gesangsdarbietung – Country  (Breathe)
- Grammy – Beste Zusammenarbeit mit Gesang – Country (mit Tim McGraw) (Let's Make Love)
- Grammy – Bestes Countryalbum (Breathe)

2003
- Grammy – Beste weibliche Gesangsdarbietung – Country (Cry)

2006
- Grammy – Beste Zusammenarbeit mit Gesang – Country (mit Tim McGraw) (Like We Never Loved At All)